# ESO 146-IG 005
ESO 146-IG 005 (abbreviato ESO 146-5) è una galassia gigante ellittica interagente che domina un gruppo di galassie poste al centro dell'ammasso di galassie Abell 3827. Il gruppo è ben conosciuto a causa del forte effetto di lente gravitazionale generato.

## Caratteristiche
ESO 146-IG 005 è situato al centro di Abell 3827, in direzione della costellazione dell'Indiano alla distanza di 1,4 miliardi di anni luce dalla Terra e nel suo interno sono riconoscibili i resti di almeno quattro galassie più piccole in avanzato stadio di fusione con la galassia dominante.
Un enorme alone di stelle circonda il nucleo di galassie interagenti, e la massa di ESO 146-IG 005 genera un'immensa forza di gravità che mantiene unito il gruppo. ESO 146-IG 005 ha una forma piuttosto insolita e si ritiene che ogni nucleo visibile sia il risultato della collisione di galassie più piccole a costituire un'enorme galassia ellittica.
Studiato dal Gemini South Telescope, ESO 146-IG 005, tramite l'effetto di lente gravitazionale, ha permesso di visualizzare, in forma di archi, due galassie remote poste rispettivamente a 2,7 e 5,1 miliardi di anni luce. 
La massa di ESO 146-IG 005 è stimata approssimativamente in 30 trilioni di masse solari, per cui, risulta la più massiccia galassia dell'universo osservabile.